# Marxists Internet Archive
Das Marxists Internet Archive (MIA, auch bekannt als marx.org oder marxists.org) ist das größte Internet-Archiv von Originaltexten marxistischer Autoren und weiterer politisch linker Strömungen (Sozialisten, Anarchisten etc.). Die mehrsprachigen Editionen werden von einer Non-Profit-Organisation mit ehrenamtlichen Mitarbeitern erstellt. Vom MIA erstellter Inhalt steht unter der Creative Commons License.
Kritisiert wird die Plattform für mangelhafte wissenschaftliche Standards sowie für eine einseitige Orientierung ihrer Inhalte am Trotzkismus.

## Geschichte
Die Ursprünge des MIA reichen nach unterschiedlichen Darstellungen in die Jahre 1987 und 1990. „World History Source“, ein Projekt des „Center for History and New Media“ an der George Mason University in Fairfax County, bezeichnet MIA als eines der ältesten kollaborativen Archivprojekte des Internets, das 1987 im ARPANET entstand und 1993 in das World Wide Web migrierte. Das MIA selbst legt seinen Ursprung in das Jahr 1990, als eine Person, die unter dem Pseudonym „Zodiac“ firmiert, mit der digitalen Archivierung der Schriften von Karl Marx und Friedrich Engels begann. Diese Werke wurden über Newsgroups und das Usenet verteilt, bis 1993 eine eigene Website des Projektes mit dem Namen „Marx/Engels Virtual Library“ auf einem Server der University of Colorado at Boulder entstand.

“Well, I’m happy to say, those days of chaotic distribution are over. At long last, after wandering the cyber-deserts in exodus, all these Marx/Engels etexts now have one, cozy, communal home.”

„Nun, ich freue mich mitzuteilen, dass die Tage des chaotischen Verbreitens vorüber sind. Endlich, nach langem Umherirren im Exodus der Cyberwüsten, haben all diese Marx-Engels-E-Texte ein einziges, behagliches, gemeinsames Zuhause.“

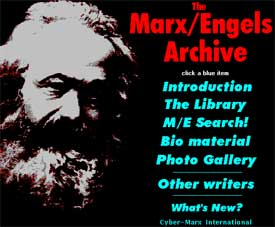
MEA, September 1996

In der Folgezeit wurde das Archiv, das bis dahin nur Schriften von Marx und Engels umfasste, um Schriften weiterer Marxisten ergänzt. Anfang 1995 wurden viele Mirrors des nun „Marx/Engels Archive“ (MEA) genannten Projekts im universitären Raum geschlossen, was zu einer kurzfristigen Unterbrechung des Betriebes führte. Als Reaktion auf diese Ereignisse wurde am 26. Oktober 1996 die über einen kommerziellen Internetdienstanbieter betriebene Domain „marx.org“ gegründet. Im Zuge dieser Veränderungen wurde das Archiv in „Marx/Engels Internet Archive“ (MEIA) umbenannt. 1997 wurde begonnen, ein nicht englischsprachiges Archiv zu errichten. Im selben Jahr entwickelten sich interne Auseinandersetzungen über die Ausrichtung und Organisation des MEIA, welche Anfang 1998 dazu führten, dass von Zodiac alle Autoren außer Marx und Engels aus dem Archiv entfernt wurden. Als Reaktion darauf wurde im Juli 1998 das „Marxists Internet Archive“ (MIA) mit der Domain „marxists.org“ gegründet, welches wieder sämtliche Inhalte führte. Im Jahr 1999 wurde der verbliebene Inhalt auf der Domain „marx.org“, dessen Betreiber nicht mehr mit dem MIA verbunden waren, entfernt. Die Domain „marx.org“ konnte das MIA 2002 für sein Projekt erstehen. 2000 wurden Mirrors des MIA in den USA, Großbritannien und Australien errichtet. Im Januar 2000 wurden durchschnittlich 23.000 Seitendarstellungen pro Tag verzeichnet, im Januar 2003 109.500 und im Januar 2006 258.900 Seitendarstellungen pro Tag. Nachdem seit Ende November 2006 vermutlich aus der Volksrepublik China Denial-of-Service-Attacken gegen die Website geführt worden waren, musste diese nach neuerlichen Angriffen zwischen 13. und 15. Januar 2007 ihren Betrieb kurzfristig einstellen, der Inhalt konnte jedoch großteils über Mirror-Seiten zugänglich gehalten werden. Am 1. April 2007 ging der Haupt-Server des Projektes wieder online.
Für das Jahr 2004 hält Ingo Grabowsky in seiner Rezension für Hsozkult fest:
„Ein Hauptteil der Unterstützer und Autoren des Internet-Auftritts rekrutiert sich aus trotzkistischen Splittergruppen. Zu nennen seien pars pro toto der Secretariado Centroamericano del Centro Internacional del Trotskismo Ortodoxo oder das Japanese Trotsky Institute.“

## Organisation
Seit 2000 ist das MIA eine in Kalifornien gemeldete Non-Profit-Organisation. In der Charta des MIA wird einleitend die freie Zugänglichkeit des Projektes festgehalten. Alle Materialien im Marxists Internet Archive stehen, wenn nicht anders angegeben, unter public domain. Vom MIA erstellte Materialien werden unter der Creative Commons License (cc-by-sa-2.0) veröffentlicht. Neben Spenden entstehen Einnahmen einzig durch einen DVD-Vertrieb. Dem MIA zur Verfügung stehende Mittel werden genutzt, um das Projekt zu finanzieren und um Interessenten Informationen (wie freie CDs oder Broschüren) zur Verfügung zu stellen. Das MIA basiert nach eigenen Angaben auf demokratischen Entscheidungsprozessen und auf vollständiger Offenlegung seiner Tätigkeit, darunter fallen beispielsweise das Budget, die Satzung, die Charta sowie der Quellcode. Entscheidungen werden in einem Ausschuss („steering committee“), dem alle (ehrenamtlichen) Mitarbeiter angehören, getroffen. Dieser entscheidet über die Klassifizierung von Autoren, über Modifikationen von Verordnungen (mit 3/4-Mehrheit), finanzielle Ausgaben und Ähnliches. Mitarbeiter ist, wer in den letzten sechs Monaten zumindest drei separate Beiträge zum Archiv geleistet hat und zustimmt, sich an die MIA-Charta und -Satzung zu halten. Das MIA selbst definiert sich als es ein politisch unabhängiges Projekt, dessen Priorität darin liegt, archivarisches Material zur Verfügung zu stellen. War das MIA zu Beginn ein englischsprachiges Projekt aus dem US-amerikanischen Raum, entwickelte es sich im Laufe der Zeit zu einem globalen Projekt mit ehrenamtlichen Mitarbeitern in der ganzen Welt. Die rund fünfzig Mitarbeiter und Administratoren stammen aus über 30 Staaten. Neben der Übertragung der Schriften in das Archiv, ihrer Korrekturlesung und Indizierung/Kategorisierung gehören auch die Übersetzung von Schriften und enzyklopädische Arbeit zu den Arbeitsgebieten des MIA.

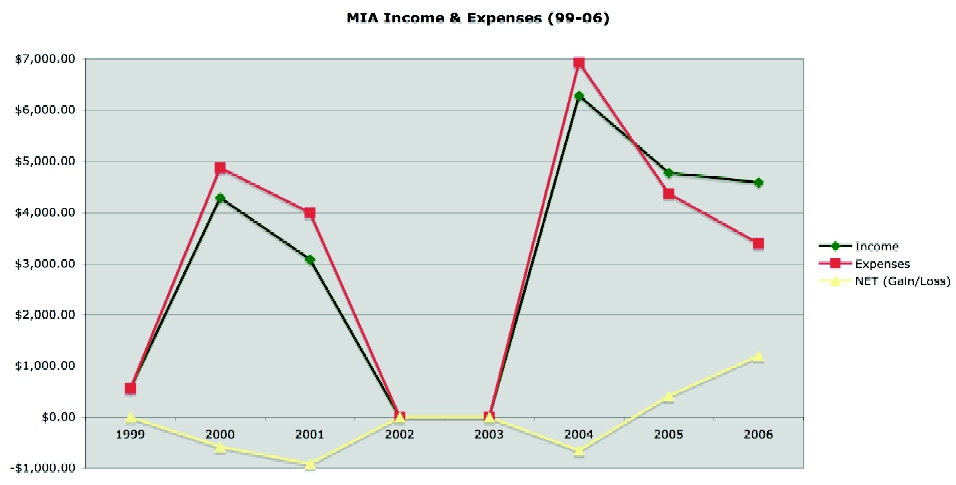
Einnahmen und Ausgaben 1999–2006. Für 2002 und 2003 fehlen vergleichbare Statistiken.
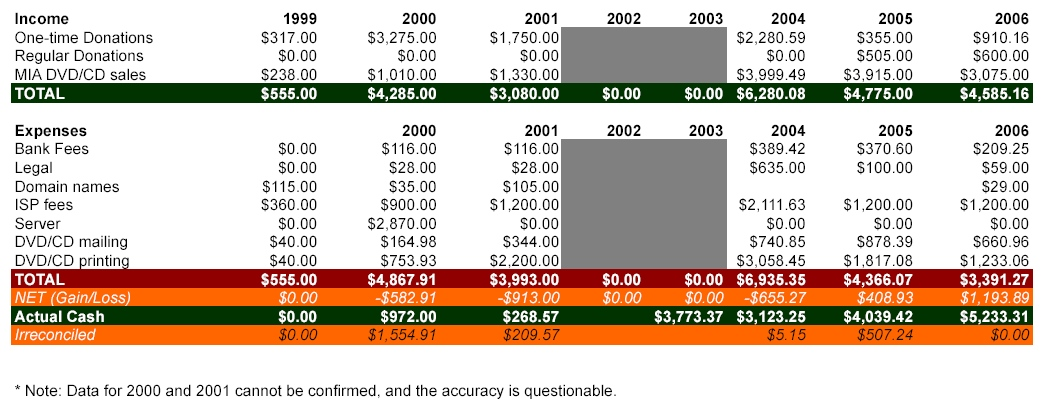
Einnahmen und Ausgaben 1999–2006, Details.
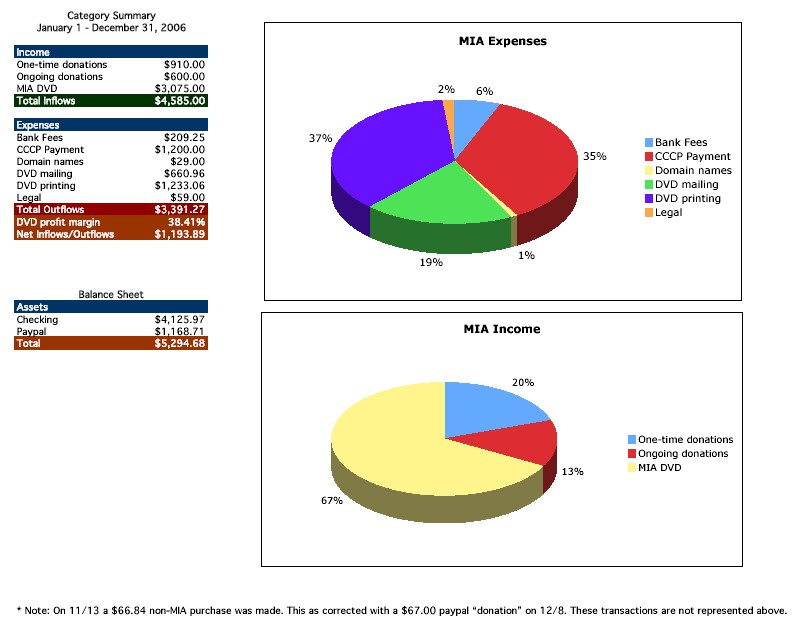
Einnahmen und Ausgaben 2006, Diagramme und Details.

## Inhalt
Materialien werden in 45 Sprachen zur Verfügung gestellt. Das MIA ist in fünf Kernbereiche geteilt: „Marxistische Autoren“, „Referenz“, „Geschichts-Archiv“, „Themen-Archiv“ und „Enzyklopädie des Marxismus“. Des Weiteren findet sich noch eine sogenannte „Students Section“ als Einführung und eine vom MIA selbst getroffene Zusammenstellung einflussreicher Marxisten („Key Marxists“).
Im Bereich „Marxistische Autoren“ sind derzeit Schriften von über 125 Autoren verzeichnet. Für jeden Autor wird ein eigenes Archiv angelegt, das neben dessen Schriften oftmals auch biografische Daten und Bildmaterial enthält. Das Archiv der Schriften von Marx und Engels umfasst beispielsweise ca. 40.000 Seiten der gesammelten Werke, der chinesischsprachige Teil des Archivs das gesamte Werk von Marx, Engels und Lenin.
Unter dem Abschnitt „Referenz“ finden sich neben Personen wie Mao Zedong oder Josef Stalin zum Beispiel Schriften zur Philosophie und zu den Naturwissenschaften oder Schriften anarchistischer und sozialistischer Autoren. Das MIA nennt in seiner Charta vier Gründe für die Zuordnung eines Autors unter das Referenzarchiv: Erstens wenn der Autor Marx und Engels prädatiert. Zweitens wenn in wesentlichen Bestandteilen der Marxismus abgelehnt wird. Drittens wenn die Schriften eines Autors theoretisch oder praktisch unverbunden oder feindlich in der Beziehung zur Arbeiterbewegung stehen. Viertens wenn das Werk idealistisch ist oder es dem Werk an Dialektik mangelt. Nachfolgend eine schematisch dargestellte Auswahl der Themengebiete in diesem Bereich:
- Wissenschaft & Philosophie: Politische Ökonomie (z. B. Adam Smith); Klassiker der Philosophie (z. B. Hegel); Klassiker der Politischen Theorie (z. B. de Tocqueville); Ethik; Antike Dialektik; Naturwissenschaften
- Sozialismus & Anarchismus: Utopischer Sozialismus (z. B. Thomas Morus); Anarchismus (z. B. Bakunin); Reformismus; Kommunismus (z. B. Helen Keller); Die Komintern; Maoismus; Nationale Befreiungsbewegungen; Schwarze Befreiungsbewegung

Im „Geschichts-Archiv“ finden sich Materialien nach historisch-geografischer Themenordnung (z. B.: Internationale Arbeiterorganisationen ab 1847 oder die Sowjetunion). Im „Themen-Archiv“ werden Materialien zu unterschiedlichen Themenbereichen aufbereitet, wie beispielsweise das philosophische Konzept der Entfremdung, die Politische Ökonomie, die Herkunft unterschiedlicher Strömungen des Kommunismus, die revolutionären Entwicklungen in unterschiedlichen Staaten, oder Materialien über andere politische Strömungen wie den Faschismus, Anarchismus oder utopischen Sozialismus. In der „Enzyklopädie des Marxismus“ finden sich ein Glossar, Biografien, Ereignisse und Organisationen.

### Marx & Engels Internet Archive
Das Archiv zu den Schriften von Marx und Engels enthält neben einem mehrsprachigen Schriften-Index eine Erschließung der englischsprachigen Schriften nach unterschiedlichen Herangehensweisen. Neben einer chronologischen Ordnung finden sich weitere Ordnungen nach Thematik und den „Marx/Engels Collected Works“ (MECW) sowie ausgewählte Schriften aus dem Gesamtwerk, Materialien zur Internationalen Arbeiterassoziation, an der Marx und Engels beteiligt waren, und eine ausführliche Sammlung von Briefen. Des Weiteren ist noch biografisches Material, eine Bildergalerie, eine Suchfunktion und ein Index von Schriften im PDF-Format vorhanden.

### Deutschsprachiges Archiv
Der deutschsprachige Bereich des MIA ist 2007 in vier Abschnitte unterteilt. Der Abschnitt „Marxisten“ enthält Schriften von etwa 30 Autoren, unter „Referenz“ findet man Schriften von etwa 15 Autoren, ein „Geschichte“-Archiv mit Materialien zur deutschen und österreichischen Arbeiterbewegung ist vorhanden und der Abschnitt „Philosophie“ mit einem Werk.

## DVD
Das MIA bietet seine Materialien auch als DVD an. Diese DVD wird vertrieben, weil weite Teile der Welt nicht ausreichend an das Internet angebunden sind. Außerdem ermöglicht dieser Vertrieb Einnahmen zur Deckung von Kosten. Interessierte aus den USA oder Kanada, Westeuropa, Australien, Hongkong, Israel, Japan, Neuseeland, Singapur, Südkorea und Taiwan müssen einen festgelegten Preis bezahlen, um die MIA-DVD zu erwerben. Mit diesen Einnahmen wird überdies ermöglicht, dass Personen aus anderen Ländern eine kostenlose DVD oder CD erhalten. Zusätzlich gibt es lokale Vertreiber für Argentinien, Bangladesch, Bolivien, Brasilien, Chile, Indien, Indonesien, Pakistan, Paraguay, die Philippinen, Sri Lanka, die Türkei, Uruguay, Vietnam und die Nachfolgestaaten des ehemaligen Jugoslawien, um die Versandkosten zu senken und die Zugänglichkeit zum Archiv zu erhöhen.

## Dezentrale Archivierung
MIA versucht nach eigenen Angaben, die Inhalte des Archivs an möglichst viele Einzelpersonen zu verteilen, damit diese die Inhalte selbst weiterverbreiten können und es so erschwert ist, die Distribution der veröffentlichten Inhalte zu unterbinden. Das MIA unterstützt konkret den lokalen Vertrieb seiner Materialien auf Non-profit-Basis. In diesem Sinne bietet das MIA neben dem DVD-Vertrieb auch an, das ganze Archiv mit rsync oder ähnlichen Anwendungen herunterzuladen, um einen neuen Mirror zu erstellen.

“If the Archive is shut down by a publishing conglomerate or the government, having this information widely dispersed around the world, essentially untraceable, with the content entirely intact, is a great thing.”

„Sollte das Archiv von einem Verlag oder der Regierung geschlossen werden, ist es großartig, diese Informationen über die ganze Welt verstreut zu haben, praktisch nicht rückverfolgbar, bei komplett intaktem Inhalt.“

## broadleft.org
Auf der Schwesterseite „Leftist Parties of the World“ wird ein Linkverzeichnis zu politisch linken Gruppierungen, Organisationen und Parteien auf der ganzen Welt betrieben, das das ganze Spektrum an politischen Bewegungen abzudecken versucht. Weblinks zu sozialdemokratischen Parteien, grünen und kommunistischen Bewegungen wie auch anderen linken Strömungen finden sich dort, ebenso wie Allianzen, internationale Dachorganisationen, aber auch sogenannte „Political-Military Organizations“, Organisationen die einen bewaffneten Kampf führen oder führten. Die Weblinks sind nach Region und politischer Orientierung sortiert. Die Aktualisierung der Seite wurde 2006 eingestellt.

## Kritik
Zur Wissenschaftlichkeit des Archivs hält Ingo Grabowski (2004) fest:
„Es handelt sich bei diesem "marxistischen" Internetarchiv zweifelsfrei um eine Zusammenstellung von Schriften, die unter ideologischen und nicht wissenschaftlichen Gesichtspunkten erfolgte. Die Website ist nicht für das wissenschaftliche Arbeiten gedacht. [...] Hinter den oben genannten Menüpunkten "Marxists Writers" und "Reference Writers" verbergen sich alphabetische Listen von Autoren, deren Werk auf der Website in englischer Sprache zu finden ist. Es handelt sich hier allerdings mitnichten um wissenschaftliche Texteditionen, eher um digitale Studienausgaben für Weltregionen, in denen Buchausgaben nicht greifbar sind. Zum einen entstand das Werk der meisten marxistischen Schriftsteller nicht in englischer Sprache. Zum anderen liefert die Website zwar immerhin bibliographische Hinweise auf die Editionen, denen die digitalisierten Versionen entstammen. Allerdings fehlen die präzisen Seitenangaben, so daß Zitierfähigkeit nicht gegeben ist. Es gibt übrigens durchaus gegenteilige Beispiele, etwa die von der Soros-Stiftung unterstützte Website über sowjetische Literatur, welche diese Dienstleistung anbietet und seriöses wissenschaftliches Arbeiten ermöglicht.“
Das MIA ist nur unter Einschränkungen zur wissenschaftlichen Arbeit zu gebrauchen. Während die bibliografischen Informationen zur Textedition großteils in befriedigender Weise angegeben sind, fehlen oftmals, ähnlich dem Projekt Gutenberg-DE, die Seitenzahlen. Das verhindert eine wissenschaftliche Zitation. Oft sind die Übersetzungen mancher Schriften zudem nicht gängig oder autorisiert. Das MIA kann daher in diesem Sinne in erster Linie nur als Anlaufstelle für Literatur-Recherchen dienen, aus dem MIA zu zitieren ist hingegen problematisch und nur in seltenen Fällen möglich. Die uneinheitliche Aufbereitung der Inhalte und Website sowie die Suchfunktion fanden ebenfalls Kritik.
Die Kategorisierung der Autoren folgt normativen Überlegungen. So finden sich beispielsweise Personen wie Josef Stalin oder Mao Zedong nur in dem Referenz-Archiv. Mit dieser Haltung bezieht das MIA im theoretischen und praktischen Sinne klare Positionen in innermarxistischen Diskursen. Die Auswahl und der Inhalt der zur Verfügung gestellten Materialien, zum Beispiel in Themenarchiven oder der Enzyklopädie des Marxismus, werden etwa von Ingo Grabowsky (2004) als einseitig trotzkistische Darstellungen kritisiert.

## Mirrors
2007 steht das MIA zur Sicherung der Inhalte und zur Bewältigung des Datentransfers mit acht Mirrors im Internet. Drei Mirrors, den Hauptserver in Fremont, Kalifornien eingerechnet, befinden sich in den USA, je ein weiterer Mirror befindet sich in Großbritannien, Frankreich, Deutschland, Russland und Australien. Ein Mirror in den USA und der Mirror in Australien werden von Universitäts-Servern aus gehostet (Server der Virginia Polytechnic Institute and State University und der Australian National University).